# Lieutenant-colonel (France)
Pour les autres articles nationaux ou selon les autres juridictions, voir Lieutenant-colonel.
 (signalé en juillet 2025).
Si vous disposez d'ouvrages ou d'articles de référence ou si vous connaissez des sites web de qualité traitant du thème abordé ici, merci de compléter l'article en donnant les références utiles à sa vérifiabilité et en les liant à la section « Notes et références ».
- Archive Wikiwix
- Bing
- Cairn
- DuckDuckGo
- E. Universalis
- Gallica
- Google
- G. Books
- G. News
- G. Scholar
- Persée
- Qwant
- (zh) Baidu
- (ru) Yandex
- (wd) trouver des œuvres sur Wikidata

 (juillet 2025).
La mise en forme du texte ne suit pas les recommandations de Wikipédia : il faut le « wikifier ».
Les points d'amélioration suivants sont les cas les plus fréquents. Le détail des points à revoir est peut-être précisé sur la page de discussion.
- Les titres sont pré-formatés par le logiciel. Ils ne sont ni en capitales, ni en gras.
- Le texte ne doit pas être écrit en capitales (les noms de famille non plus), ni en gras, ni en italique, ni en « petit »…
- Le gras n'est utilisé que pour surligner le titre de l'article dans l'introduction, une seule fois.
- L'italique est rarement utilisé : mots en langue étrangère, titres d'œuvres, noms de bateaux, etc.
- Les citations ne sont pas en italique mais en corps de texte normal. Elles sont entourées par des guillemets français : « et ».
- Les listes à puces sont à éviter, des paragraphes rédigés étant largement préférés. Les tableaux sont à réserver à la présentation de données structurées (résultats, etc.).
- Les appels de note de bas de page (petits chiffres en exposant, introduits par l'outil «  Source ») sont à placer entre la fin de phrase et le point final[comme ça].
- Les liens internes (vers d'autres articles de Wikipédia) sont à choisir avec parcimonie. Créez des liens vers des articles approfondissant le sujet. Les termes génériques sans rapport avec le sujet sont à éviter, ainsi que les répétitions de liens vers un même terme.
- Les liens externes sont à placer uniquement dans une section « Liens externes », à la fin de l'article. Ces liens sont à choisir avec parcimonie suivant les règles définies. Si un lien sert de source à l'article, son insertion dans le texte est à faire par les notes de bas de page.
- La présentation des références doit suivre les conventions bibliographiques. Il est recommandé d'utiliser les modèles {{Ouvrage}}, {{Chapitre}}, {{Article}}, {{Lien web}} et/ou {{Bibliographie}}. Le mode d'édition visuel peut mettre en forme automatiquement les références.
- Insérer une infobox (cadre d'informations à droite) n'est pas obligatoire pour parachever la mise en page.

Pour une aide détaillée, merci de consulter Aide:Wikification.
Si vous pensez que ces points ont été résolus, vous pouvez retirer ce bandeau et améliorer la mise en forme d'un autre article.

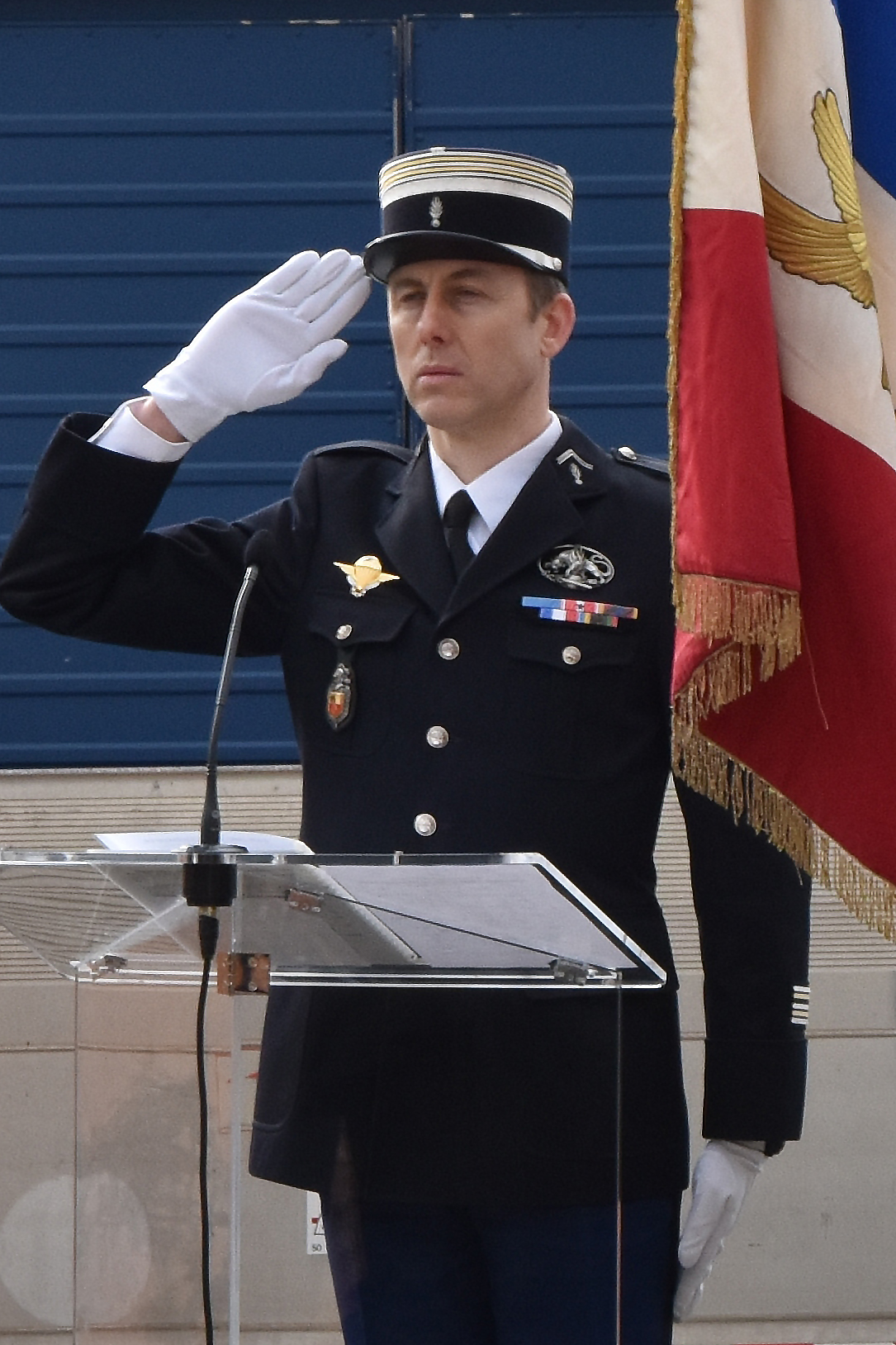
Le lieutenant-colonel de Gendarmerie Arnaud Beltrame en février 2018.

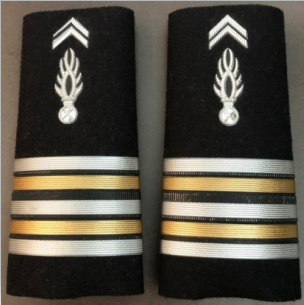
fourreaux d'épaule rigides de lieutenant colonel de gendarmerie.

Dans l'Armée de terre, de l'air et la Gendarmerie et les sapeurs-pompiers, le lieutenant-colonel est un officier supérieur dont le grade est immédiatement inférieur à celui de colonel.
Le lieutenant-colonel porte cinq galons d'or et d'argent alternés :
 pour un lieutenant-colonel des armes à pied ;
 pour un lieutenant-colonel des armes à cheval ;
 pour un commissaire en chef de 2e classe.
 Insigne de grade de lieutenant-colonel, à droite infanterie, à gauche chasseurs à pied (patte d'épaule et insigne de poitrine).
Dans la Marine, le grade équivalent est capitaine de frégate.
Quand un subordonné s'adresse à un lieutenant-colonel masculin, il l'appelle : « Mon colonel ». Sauf dans la Marine où il l'appelle : « Commandant ». L'usage veut que quand il s'adresse à une femme lieutenant-colonel, il l'appelle “colonel“, "Mon" étant le diminutif de "Monsieur".
Le visuel existe à la douane (inspecteur principal) mais correspond à un niveau de responsabilité moins élevé.
Police municipale, « visuel » suivant la taille des villes mais supérieures à 100 000 habitants, directeur ou adjoint (catégorie A).[réf. nécessaire]
Le grade de lieutenant-colonel (ou équivalent) dans les différentes armées nécessite le passage de l'ensemble des grades successifs. Cela prend en moyenne plus d'une vingtaine d'années. Cela s'explique par le fait qu'avant de passer officier supérieur, les officiers doivent d'abord commander une section, puis une compagnie avant de se voir confier des responsabilités plus importantes en termes d'encadrement ou de spécialité en état-major.

## Histoire

### Ancien Régime
Le grade de lieutenant-colonel fut créé en 1668. Étymologiquement, il désigne celui qui « tient lieu » de colonel, c’est-à-dire l’officier en second d’un régiment, susceptible de le remplacer en cas d'absence. À la différence des grades de capitaine et de colonel, le grade n’était ni achetable ni transmissible. Les lieutenants-colonels étaient donc promus par le secrétaire d'État à la Guerre parmi les capitaines méritants et expérimentés, alors que les colonels étaient bien souvent des fils de riches familles aristocratiques qui faisaient l’acquisition d’un régiment et s’assuraient ainsi la promotion au grade. La figure du lieutenant-colonel est donc celle de l’officier d’expérience contre celle du colonel, inexpérimenté et souvent absent. Il arrivait fréquemment que le lieutenant-colonel assure la charge réelle du régiment. Comme les colonels, les lieutenants-colonels étaient aussi capitaines d’une compagnie de leur régiment dont le commandement réel était assuré par un capitaine-lieutenant. Les régiments de cavalerie avaient des lieutenants-colonels, même s’ils n'étaient pas commandés par des colonels mais par des mestres de camp.

### Révolution, Empire, époque contemporaine
L'organisation des armées révolutionnaires fit disparaître le grade de lieutenant-colonel avec celui de colonel, dénommé chef de brigade. Sous l'Empire, ils deviendront des « majors », mais finalement l'appellation d'origine sera rétablie, et dans l'armée française, le grade de major est de nos jours celui d’un sous-officier, le plus élevé de ceux-ci.
| France                 | Grades de l'Armée de terre |                   |
| Précédé par Commandant | Lieutenant-colonel         | Suivi par Colonel |

| Grades de la Gendarmerie nationale française Lieutenant-colonel |  |                   |
| Précédé par Commandant                                          |  | Suivi par Colonel |

| France                 | Grades de l'Armée de l'air |                   |
| Précédé par Commandant | Lieutenant-colonel         | Suivi par Colonel |

## Crédit
- Cet article est partiellement ou en totalité issu de l'article intitulé « Lieutenant-colonel » (voir la liste des auteurs).